# 坂口平兵衛 (4代)
4代坂口 平兵衞（さかぐち へいべえ、1958年（昭和33年）3月 - ）は、日本の実業家。坂口合名会社代表社員社長。米子商工会議所会頭。旧名は清太郎。
3代目坂口平兵衛の長男。山陰放送代表取締役社長坂口吉平の兄。

## 経歴
鳥取県米子市尾高町出身。
慶應義塾大学卒業後、東京海上火災保険を経て、1987年に坂口合名に入社する。現在、同社代表社員社長。
2001年3月米子商工会議所副会頭に就任し、2007年11月同会頭。
2021年3月16日、4代目の坂口平兵衞を襲名した。

## 家族・親族

### 坂口家

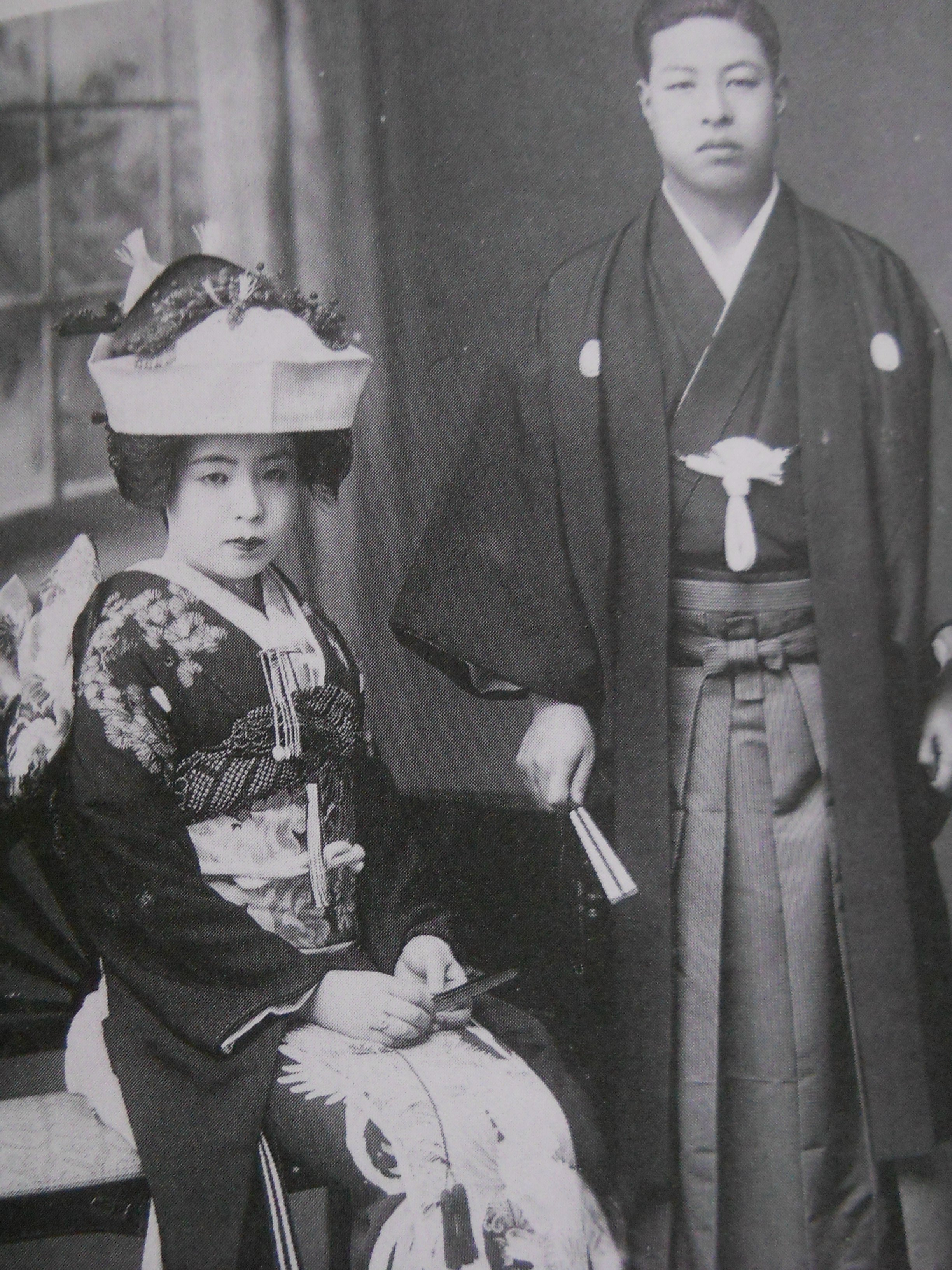
祖父・2代目坂口平兵衛と祖母・真佐子
（昭和2年3月）

（鳥取県米子市尾高町）
- 祖父・2代平兵衛（実業家、政治家）
明治39年（1906年）2月生 - 昭和61年（1986年）2月没
- 祖母・真佐子（島根県平民[3]、島根県多額納税者[4]、農業[4]、実業家、政治家大村貞蔵六女[4]、実業家大村義雄の妹）
明治41年（1908年）6月生[1] - 没。島根県簸川郡大社町（現出雲市）出身。
- 父・3代平兵衛（実業家）
昭和5年（1930年）2月生 - 平成24年（2012年）6月没
- 母（奈良県吉野郡吉野町、山林地主北村又左衛門（元北村林業会長）の二女）
昭和7年（1932年）3月生[1] -
母の姉は白鶴酒造相談役の嘉納信治に嫁し、灘の名門嘉納家の大閨閥にもつながっている[5]。
- 弟・吉平（実業家・山陰放送社長）
昭和34年（1959年）9月生[1] -
- 妹
昭和38年（1963年）12月生[1] -